# Heinz Faßmann
Heinz Faßmann (ur. 13 sierpnia 1955 w Düsseldorfie) – austriacki nauczyciel akademicki i geograf, profesor, zastępca rektora Uniwersytetu Wiedeńskiego, w latach 2017–2019 i 2020–2021 minister edukacji.

## Życiorys
W latach 1974–1980 studiował geografię oraz ekonomię i historię społeczną na Uniwersytecie Wiedeńskim. Uzyskał stopień doktora, a następnie habilitował się w 1991. Pracował w instytucie badawczym Institut für Höhere Studien (1980–1981) i w instytucie demografii Austriackiej Akademii Nauk (1981–1992). W latach 1992–1995 był dyrektorem instytutu zajmującego się badaniem miast i regionów w tej akademii, ponownie objął tę funkcję w 2006. Od 1996 do 2000 zajmował stanowisko profesora na Uniwersytecie Technicznym w Monachium. W 2000 został profesorem geografii stosowanej i planowania przestrzennego na Uniwersytecie Wiedeńskim. W latach 2009–2011 był dziekanem Wydziału Nauk o Ziemi, Geografii i Astronomii. W 2011 powołany na prorektora Uniwersytetu Wiedeńskiego do spraw rozwoju kadr i stosunków międzynarodowych, a w 2015 został prorektorem do spraw badań naukowych i stosunków międzynarodowych na czteroletnią kadencję.
W pracy naukowej zajął się zagadnieniami z zakresu migracji, planowania przestrzennego i rynku pracy. Od 2002 członek Academia Europaea, od 2007 członek rzeczywisty Austriackiej Akademii Nauk. W 2010 został przewodniczącym rady do spraw integracji (Expertenrats für Integration) przy resorcie spraw zagranicznych, w 2014 członkiem rządowej rady do spraw migracji.
W grudniu 2017 z rekomendacji Austriackiej Partii Ludowej objął stanowisko ministra edukacji w rządzie Sebastiana Kurza. W styczniu 2018 dodatkowo powierzono mu sprawy nauki i badań naukowych. Zakończył urzędowanie wraz z całym gabinetem w czerwcu 2019. W styczniu 2020 powrócił na stanowisko ministra edukacji, nauki i badań naukowych, dołączając do drugiego rządu Sebastiana Kurza. Pozostał na dotychczasowej funkcji w październiku 2021, gdy nowym kanclerzem został Alexander Schallenberg. Urząd ten sprawował do grudnia tegoż roku.